# 延命地蔵菩薩経
『延命地蔵菩薩経』（えんめいじぞうぼさつきょう）とは、日本で成立した偽経である。不空訳ということになっている。その名の通り地蔵菩薩のご利益を説く。本文では地蔵菩薩は「延命地蔵菩薩」「延命菩薩」とも呼称される。

## 内容
他の大乗仏典のように「如是我聞」ではじまるが、釈迦が説法する場所は須弥山を囲む七金山の一つであり地蔵菩薩の住居とされる佉羅陀山（からだせん、きゃらだせん）である。そこで釈迦は無垢生という名の帝釈の質問に答え、自分が没した後に衆生を助け救う存在として延命地蔵菩薩の名を挙げ、そのはたらきについて述べていく。
経文によると、三途（地獄道・餓鬼道・畜生道）において地蔵の姿を見たり名前を聞いた者は天か浄土に生まれることができる。三善道（阿修羅道・人間道・天道）で名前を聞いた者は、その生涯で果報を手にし、来世では仏国土に生まれることができる。さらに深く想い、忘れないようにすれば、心眼を開き成就に至ることができる。この他十種の幸福をもたらし、八つの恐怖を取り除くと語られる。十種の幸福とは、女性なら出産できる、健康で丈夫になれる、人々の病を悉く取り除く、寿命を長くする、賢くなる、財産に溢れるほど恵まれる、他の人々から敬愛してもらえる、穀物が育つ、神々の加護を得られる、菩提を得ることが保障される、というもの。八つの恐怖が取り除かれる、とは風雨は時節にかなったものとなり、敵になるような国家が勃興せず、内乱・内部抗争が起こらず、（不吉とされた）日食月食が興らず、（各人の運命運勢に影響するとされた）星宿が悪い方向に変化せず、鬼神がやってくることはなく、飢饉と旱魃が興らず、人民が病気にかかることがない、というものである。
この経典を受持し、地蔵菩薩を崇敬し供養する人がいるなら、その人から百由旬もの距離の間では、あらゆる諸々の不幸が生じず、魍魎、鬼神、鳩槃荼のような魔物と無縁でいられる。また、どんな種類の神や霊でも、この経典と地蔵菩薩の名前を聞けば、邪気を吐いて空を悟り、菩提を得るという。
さらに地蔵菩薩は様々な種族、職業、僧侶、聖者、果ては大地や海の姿をとるという。
終盤になると、地蔵菩薩本人が登場し、釈迦に対して自身の誓いを述べていく。己の神通力により業報を果報へと展示させ、無間の罪を取り除く。輪廻で迷い、一人でも成仏へと導けずに残すなら、その間自分は成仏をしない、と宣言する。六道の衆生を救い、彼等に苦しみがあれば自分が代わって背負い、もしそれができないなら正覚を取らない、と語る地蔵菩薩を釈迦は称賛し、後世の衆生に向けてもし末法が訪れ世が乱れ国が乱れる時勢となったなら、彼のことを強く想うようにせよ、と述べる。釈迦と地蔵菩薩とのやりとりが終わると、三千世界が振動し、文殊菩薩、普賢菩薩、金剛蔵菩薩、虚空蔵菩薩、聖観音菩薩、続いて梵天、帝釈天、四天王がこの経典と地蔵菩薩を信じる衆生の願いを叶え、護っていくと誓いを立てた。
最後に地蔵菩薩の左右を固める二人の童子について語られる。左に立つのは白色白蓮華を持ち、法性を整え御する掌善童子、右に立つのは赤色金剛書を持ち無明を降伏させる掌悪童子である。二人は法性と無明の両手両足であり、地蔵菩薩は不動阿字の本体である、と説かれ、説かれたところの意味を知る者は成就に至ると教示される。